# 마음

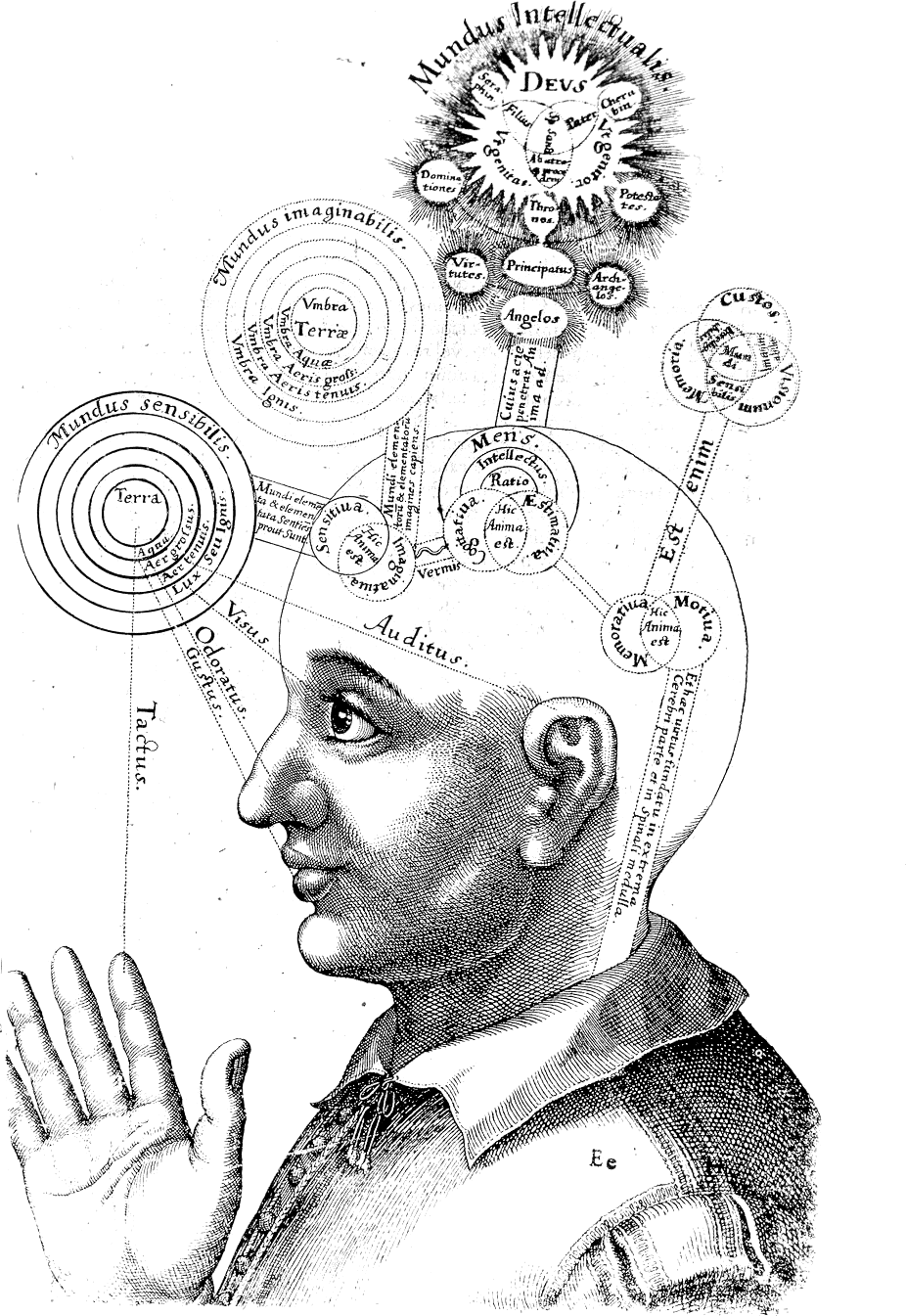

마음은 사람이 다른 사람이나 사물에 대하여 생각, 인지, 기억, 감정, 의지, 그리고 상상력의 복합체로 드러나는 지능과 의식의 단면을 가리킨다. 이것은 모든 뇌의 인지 과정을 포함한다. "마음"은 가끔 이유를 생각하는 과정을 일컫기도 한다. 보통은 어떠한 실체의 생각과 의식의 능력으로 정의된다.
마음의 정확한 본성은 논쟁의 여지가 있다. 전통적으로 마음은 물질로 이해되었지만 현대 철학자들은 마음을 속성이나 능력의 집합체로 보는 경향이 있다. 철학, 종교, 심리학, 인지과학에서는 마음을 구성하는 요소가 무엇인지, 마음의 구별되는 속성이 무엇인지, 인간만이 마음을 가진 유일한 존재인지를 탐구하는 오랜 전통이 있다.
마음 또는 정신은 일반적으로 몸, 물질 또는 육체와 대조된다. 이 대조의 본질, 특히 정신과 뇌의 관계에 대한 문제를 심신 문제라고 한다. 전통적인 관점에는 마음이 비물질적인 것으로 간주하는 이원론과 이상주의가 포함된다. 현대의 견해는 종종 마음이 뇌와 거의 동일하거나 신경 활동과 같은 물리적 현상으로 환원될 수 있다고 주장하는 물리주의와 기능주의를 중심으로 한다. 또 다른 질문은 어떤 종류의 존재가 마음을 가질 수 있는지에 관한 것이다. 또는 마음이 인간이 만든 일부 유형의 기계의 속성일 수도 있는지 여부도 포함된다.
서로 다른 문화 및 종교적 전통은 종종 서로 다른 마음의 개념을 사용하므로 이러한 질문에 대한 답도 서로 다르다. 어떤 사람들은 마음을 인간에게만 배타적인 속성으로 보는 반면, 다른 사람들은 마음의 속성을 무생물(예: 범심론 및 애니미즘), 동물 및 신에게 돌린다. 가장 초기에 기록된 추측 중 일부는 마음(때때로 영혼 또는 영과 동일한 것으로 묘사됨)을 조로아스터, 붓다, 플라톤, 아리스토텔레스 및 기타 고대 교리에서 죽음 이후의 삶과 우주론 및 자연 질서에 관한 이론에 연결했다.
프로이트와 제임스와 같은 심리학자와 튜링과 같은 컴퓨터 과학자들은 마음의 본질에 관한 영향력 있는 이론을 발전시켰다. 비생물학적 마음의 가능성은 사이버네틱스 및 정보 이론과 긴밀히 협력하여 비생물학적 기계에 의한 정보 처리가 인간 마음의 정신 현상과 유사하거나 다른 방식을 이해하는 인공 지능 분야에서 탐구된다. 마음은 때때로 감각 인상과 정신 현상이 끊임없이 변화하는 의식의 흐름으로 묘사된다.

## 마음의 영어 표현
마음은 영어로 번역할 때 종류에 따라 크게 두 가지로 나뉘어 번역이 된다. 하나는 주로 뇌의 영역에 관련되어 의사결정 및, 참과 그릇됨을 판단하는 역할을 하는 기능을 말하는 마인드(Mind)이고 다른 하나는 문학적 영역, 느낌과 정서를 조절하는 기능을 하는 하트(Heart)를 뜻한다. 보통 한마음이라고 말할 때는 원 하트(One Heart)를 의미한다.

## 같이 보기
- 심리학
- 인지과학
- 마음 이론(theory of mind)